# Хіраяма Сота
Хіраяма Сота (яп. 平山 相太, нар. 6 червня 1985, Фукуока) — японський футболіст.

## Виступи за збірну
2010 року дебютував в офіційних матчах у складі національної збірної Японії. Відтоді провів у формі головної команди країни 4 матчі.

## Статистика виступів
| Збірна Японії | Збірна Японії | Збірна Японії |
| Роки          | Ігри          | голи          |
| ------------- | ------------- | ------------- |
| 2010          | 4             | 3             |
| Усього        | 4             | 3             |

## Титули і досягнення
- Володар Кубка Джей-ліги (1):

«Токіо»: 2009
- Володар Кубка Імператора Японії (1):

«Токіо»: 2011
- Володар Кубка банку Суруга (1):

«Токіо»: 2010